# カジミェシュ・ネストル・サピェハ

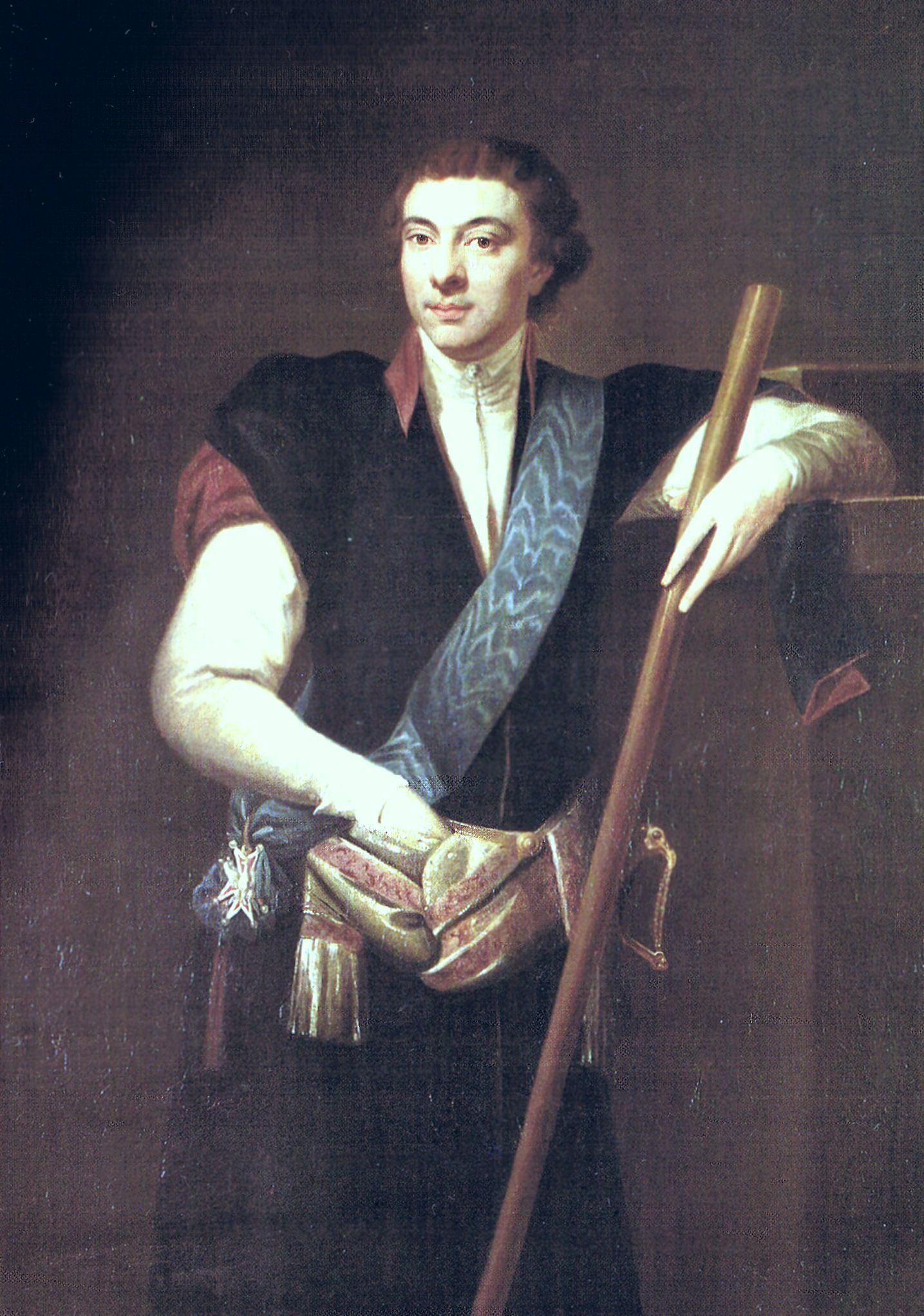
カジミェシュ・ネストル・サピェハ公

カジミェシュ・ネストル・サピェハ （波: Kazimierz Nestor Sapieha；白露:Казімір Нестар Сапега, 1757年2月14日 - 1798年5月25日） は、ポーランド・リトアニア共和国の貴族、公（帝国諸侯）。
サピェハは王冠領大ヘトマンであるフランチシェク・クサヴェリ・ブラニツキの甥にあたり、1767年から1771年まで首都ワルシャワの騎士学校で学び、1773年から1793年までリトアニア陸軍中将を務めた。ブジェシチ＝リテフスキ選出代議員としてワルシャワで開かれた4年議会に席を占めると、同議会の議長（任期1788年10月6日 - 1792年5月29日）に選出された。リトアニア側の連盟の盟主となった。
当初、サピェハは自由主義改革に反対する伯父ブラニツキが指導していたマグナート派閥（ヘトマン派）に属したが、やがて4年議会の議長を共同で務めていたスタニスワフ・マワホフスキの影響を受けるようになり、その政治的立場を変えて1791年の5月3日憲法を支持するようになった。サピェハは憲法体制を推進してきた国王スタニスワフ・アウグスト・ポニャトフスキがロシアの圧力に屈してタルゴヴィツァ連盟に加わることに猛反対し、国王がこれに加盟すると怒りのあまり共和国を出国した。1794年にコシチュシュコの蜂起が起きると共和国に戻り、蜂起に参加して砲兵隊長官を務めた。蜂起の失敗後は再び国外で亡命生活を送り、1798年にウィーンで客死した。

## 叙勲
- 白鷲勲章…1779年1月1日